# Galeas von Thun und Hohenstein
Galeas Maria Graf von Thun und Hohenstein, auch Galeazzo genannt (* 24. September 1850 in Trient; † 26. März 1931 in Rom), war ein österreichischer Adliger, Verwaltungsjurist und von 1905 bis zu seinem Tod der 75. Großmeister des Malteserordens.

## Familie
Galeas Thun war der jüngste Sohn von Guidobald Maria Thun und Hohenstein und dessen Frau, Teresa Guidi dei Marchesi di Bagno.

## Leben
Galeas Thun studierte von 1869 bis 1873 an den Universitäten Innsbruck und Prag Rechtswissenschaft. Anschließend war er bis 1885 im Staatsdienst tätig. Er trat 1875 als Justizritter in den Malteserorden ein, im Jahr 1885 wurde er zum Bevollmächtigten und Vertreter des Großpriorats von Böhmen und Österreich beim Ordensrat in Rom gewählt. Er legte 1886 die Profess ab und wurde 1891 Komtur der Kommende Maidelberg.
Thun war Profess-Großkreuz-Bailli und wurde auf dem Generalkapitel des Malteserordens am 6. März 1905 zum Großmeister gewählt. Im selben Jahr wurde er zum Mitglied des Herrenhauses ernannt.
Thun führte den Orden durch den Ersten Weltkrieg, in dem sich der Orden stark in der Versorgung und Betreuung der Verwundeten einsetzte. Thun verbrachte die meiste Kriegszeit in seiner Heimat Österreich und investierte einen Großteil des Ordensvermögens in österreichische Kriegsanleihen, die nach Kriegsende wertlos waren.
Thun und Hohenstein zog sich 1929 wegen seiner schweren Erkrankung zurück und wurde vom 8. März 1929 bis zur Wahl des neuen Großmeisters am 30. Mai 1931 von Fra′ Pio Franchi de Cavalieri als Stellvertreter des Großmeisters vertreten.

## Ehrungen und Auszeichnungen
- 1925 Orden vom Goldenen Vlies
- Nassauische Hausorden vom Goldenen Löwen am 16. Juni 1930[4]
- Großkreuz der Ehrenlegion
- Großkreuz des Österreichisch-kaiserlichen Leopold-Ordens
- Großkreuz des Gregoriusordens